# Kapela sv. Roka u Dolu na Hvaru
Mala srednjovjekovna, jednobrodna kapela sv. Roka nalazi se na ulazu u naselje Dol na Hvaru.
Nalazi se na istočnim obroncima brda Purkin kuka, a jedan od pristupnih puteva do vrha brda započinje upravo kod ove kapele.

## Opis
U tlocrtu je pravokutna bez apside. Pročelje je raščlanjeno samo jednostavnim, pravokutnim portalom. Na vrhu pročelja je mali zvonik na preslicu, ali bez zvona. Pokrivena je kamenim pločama. Unutrašnjost je bez ukrasa, s jednostavnim kamenim oltarom na kojem je niša s kipom sv. Roka

## Vanjske poveznice
|  | Zajednički poslužitelj ima još gradiva o temi Kapela sv. Roka u Dolu na Hvaru |